# Aproximant lateral retroflexa sonora
L'aproximant lateral retroflexa sonora és un fonema que es transcriu [ɭ] en l'AFI (com una L allargada i amb una terminació en punta). Apareix en llengües com el noruec o el tamil.

## Característiques
- És un so de la parla lateral perquè l'aire escapa pels costats de la llengua quan aquesta s'aixeca per articular-lo
- És una consonant sonora perquè hi ha vibració de les cordes vocals
- És un so aproximant, ja que no hi ha un tancament total del pas de l'aire
- És un fonema retroflex perquè la part central de la llengua s'aixeca i toca la part posterior del paladar

## En català
El català no posseeix aquest fonema